# Pirata subannulipes
Pirata subannulipes är en spindelart som först beskrevs av Embrik Strand 1906.  Pirata subannulipes ingår i släktet Pirata och familjen vargspindlar.
Artens utbredningsområde är Etiopien. Inga underarter finns listade i Catalogue of Life.